# Antiflvx
Antiflvx es una banda del género darkwave originaria de Bogotá, Colombia, formada en el año 2016 por el líder y vocalista del proyecto Leonardo Jaime. Se le ha otorgado cierto reconocimiento a nivel internacional, debido a su participación en diferentes festivales y compilaciones, lo cual la ha convertido en una de las bandas de referencia de la escena gótica colombiana.

## Historia
Antiflvx inició en el circuito local de la ciudad de Bogotá en el año 2016 como un proyecto solista de Leonardo Jaime (Resistor, Circo del Luto), participando en el compilado Let's Go Bats V de Bat Beat con su primera canción "The Haze", proponiendo un sonido influenciado por el darkwave, el coldwave y el synthpop.
en 2017 Antiflvx publica en formato digital su primer EP titulado "Purple" que contiene las primeras composiciones del proyecto musical. En este mismo año y con el apoyo en vivo de Javier Benavides (bajo) y Daniel Andreas (procesamiento de efectos y programación) además de Leonardo como voz principal, Antiflvx se presenta por primera vez en el marco de un evento llamado Avantground v2.0. Adicionalmente, Antiflvx forma parte del compilado Ride The Wave del sello español Oráculo Records que fue liberada en formato vinilo 12". Durante el año y tras un breve lapso de tiempo, Daniel y Javier dejan de formar parte de la banda en vivo, de modo que Antiflvx se transforma posteriormente en un dúo formado por Daniel Bello en las máquinas y Leonardo Jaime aún en las voces. Tras una presentación y coincidir en la necesidad de tener a Daniel en otro proyecto, se integra al proyecto en reemplazo y de forma definitiva Camilo Alfonso para hacerse cargo de las máquinas en vivo, los efectos y la composición de algunas letras.
En 2018, Antiflvx se presenta por primera vez en el icónico Bar Libido en la ciudad de Medellín, Colombia conforme se empieza a gestar su primer álbum de larga duración, que tendría el nombre de Platonic Perspectives. Este mismo año se desarrolla la segunda edición del Festival Ansia   en Bogotá, Colombia en donde Antiflvx participa por primera vez junto a Void Vision, proveniente de Estados Unidos, y Vltra Delta Drive de Bogotá. Tras finalizar la producción del álbum Platonic Perspectives Antiflvx se presenta en el evento Circuitos Oscuros II en Lima, Perú, organizado por los sellos In Club Records e Infravox Records, compartiendo escenario con las bandas Cashiari  (Perú), Werner Karloff (México) y Neue Strassen (México). Esto permite afianzar los lazos con los sellos peruanos mencionados previamente y firman para liberar el primer álbum de Antiflvx en formato CD-R y Casete / Tape, el cual se estrena en septiembre de 2018. Durante el desarrollo del año, que constituyó uno de los más importantes para el desarrollo de la puesta en vivo y el sonido mismo de Antiflvx, Leonardo y Camilo se presentaron también en Medellín, Colombia en el marco del festival Frecuencias Moduladas junto a Frío y Vacío (México) y Cimientos Fecundos (Colombia), y en Palmira, Colombia en el festival Palmira Underground II junto a Resistor, Das Kelzer, Dire Forze y Frecuencias Paralelas, todas de Colombia. El álbum obtuvo la atención de diferentes partes del mundo hacia el sonido de Antiflvx.
En 2019 se anuncia a principio de año la publicación del segundo álbum de Antiflvx con el nombre de Spirals el cual será publicado nuevamente por el sello In Club Records en formato Vinilo 12". Este mismo año Antifvx se presenta en la tercera versión del Festival Ansia, esta vez junto a Selofan (Grecia) y Nina Belief (Estados Unidos). Posteriormente, Antiflvx se presenta por primera vez en Armenia, Colombia dentro del evento Armenia Sombría  junto a Old Providence y Los Malkavian, y posteriormente en Manizales, Colombia dentro del marco del evento Nocturne: Danza Espectral. Este mismo año, Antiflvx se presenta en agosto en Ciudad de México en el reconocido Centro de Salud junto a Neue Strassen y Lázaros. Poco tiempo después, en septiembre, el proyecto colombiano tiene una participación dentro del festival Deepland Festival III en São Paulo (Brasil) junto a artistas como Two Witches (Finlandia), Ariel Maniki & The Black Halos (Costa Rica), Das Projekt (Brasil) y Plastique Noir (Brasil).

## Discografía
- Purple (2017)
- Platonic Perspectives (2018)
- Spirals (2019)
- Platonic Perspectives - Brazilian Edition (2020)

### Sencillos
- A Wound Of Love  (2019)

### Contribuciones
- Ride The Wave - Oraculo Records - "The Haze" (2017)
- Memorias De Un Continente II - Infravox Records -"Memories Like Dreams" (2018)
- Pildoras I - Pildoras Tapes - "Fade" (2018)
- Memorias De Un Continente III - Infravox Records - "Cristal" (2019)